# E-mailer

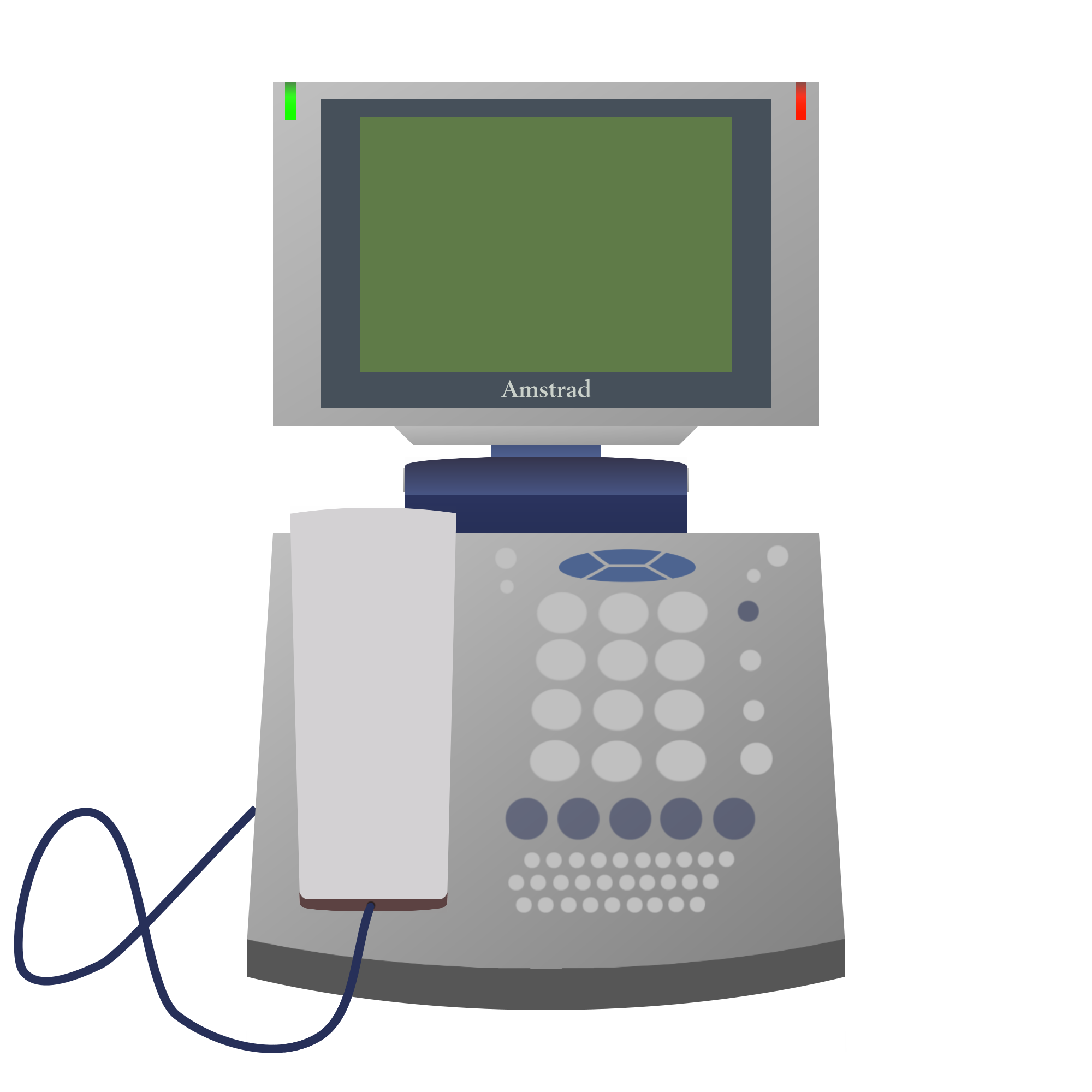
Représentation simplifiée de l'E-mailer d'Amstrad.

 (janvier 2018).
L'E-mailer (parfois écrit E-m@iler, Emailer ou encore Em@iler) est un appareil de télécommunication fabriqué par Amstrad et sorti en 2000. Il s'agit d'un téléphone équipé d'un écran LCD et disposant d'un accès limité à Internet et d'un système de messagerie électronique. Ses successeurs, l'E-mailer Plus (2002) et l'E3 Superphone (2004), sont connus pour faire tourner des jeux ZX Spectrum.
Le business model de l'E-mailer a fait l'objet de nombreuses critiques. En effet, l'accès à Internet ou à une boîte aux lettres électroniques se fasait via une ligne de téléphone premium, et les consultations automatiques régulières de l'appareil se sont avérées très coûteuses. L'envoi de SMS et l'acquisition de sonneries ou de jeux vidéo étaient également payants. De plus, l'E-mailer affichait des publicités sur son écran. En conséquence, il est vite devenu impopulaire, et a eu une influence néfaste sur la santé de la firme.
Tous les modèles d'E-mailer ont successivement été abandonnés. Le 30 avril 2010, le service E-mailer d'Amserve est transféré à BSkyB, qui prévoit d'y mettre fin le 30 juin 2011. Depuis cette date, il n'existe plus de support pour les services E-mailer, même si Amstrad conserve des FAQ sur son site Internet.